# トトワン
トトワン（totoONE）は、かつてフロムワンが発行していたスポーツ振興くじ（toto）のサッカー専門新聞である。2001年の全国展開スタートと同時に発売が開始され、2006年の7月に休刊となった。

## 概要
価格は1部250円で鉄道駅、コンビニエンスストアなどの新聞スタンドで販売されていた。タブロイド8ページ立てで、一部カラーオフセットを使用した紙面を採用しており、専属記者およびサッカー評論家の予想記事、前回のtotoの投票結果などを掲載していた。また、販売版とは別に同紙に掲載された予想表のダイジェストを掲載した「ミニ版」が、totoを扱っている各販売店（スーパーやガソリンスタンドなど）で無料配布されていた。